# Плавецки Петер
Плавецки Петер (на словашки: Plavecký Peter) е село в окръг Сеница, Търнавски край, западна Словакия. Населението му е 615 души.
Разположено е на 222 m надморска височина, на 24 km южно от град Сеница. Площта му е 14,78 km². Кмет на селото е Йозефина Бартонова.